# 1484
1484 (MCDLXXXIV) fue un año bisiesto comenzado en jueves del calendario juliano.

## Acontecimientos
- Diego Cao descubre el río Congo.[1]
- Se celebra la última edición de los Juegos florales de Toulouse.
- El primer ingenio azucarero entra en funcionamiento en Gran Canaria.[2]
- Se publica el Ordenamiento de Montalvo u Ordenanzas Reales de Castilla, recopilación de las normas jurídicas vigentes en el Reino de Castilla.

## Arte y literatura
- Alberto Durero[3] en 1484, a la edad de 13 años, en Albertina, Viena, hizo un autorretrato de su serie, de hecho, uno de sus dibujos más antiguos. Dicho trabajo refleja una enorme facilidad en el trazado del dibujo y una minuciosa observación del detalle.
- Sandro Botticelli: La calumnia. (pintor italiano).
- Thomas Malory: La muerte de Arturo.
- Ghirlandaio: "Vida de San Francisco". (Pintor italiano).

### Papas
- 12 de agosto - Sixto IV acaba su papado.
- 29 de agosto - Inocencio VIII comienza su papado, que acaba en 1492.

## Nacimientos
- Hans Baldung (1484-1545), pintor.
- Fray Bartolomé de las Casas (1484-1566), fraile dominico, cronista, teólogo, obispo de Chiapas (México) y gran defensor de los indios. Nació en Sevilla, España.
- Joaquín I de Brandeburgo, príncipe elector.
- Michele Sanmicheli.
- Giulio Cesare Scaligero, humanista francés de origen italiano.
- Xicohténcatl (1484-1521), guerrero tlaxcalteca
- 1 de enero. Ulrico Zuinglio, líder de la Reforma Protestante suiza (f. 1531)

## Casamientos
- Catalina de Foix, (1468 - † 1518), reina de Navarra (1483-1513), Duquesa de Gandía, Condesa de Foix, Bigorre y Ribagorza, Duquesa de Montblanch, Duquesa de Peñafiel, Vizcondesa de Béarn.

Hija menor del conde Gastón de Foix y de Magdalena de Francia, hermana del rey Luis XI. Se casó con Juan III de Albret (1484), Duque de Gause al cumplir los dieciséis años. De esta unión nacieron 11 hijos.

## Fallecimientos
- 14 de julio: Federico I Gonzaga (n. 1441).
- 12 de agosto: papa Sixto IV.